# Жафяров, Гаряфий Абуняимович
Гаряфий Абуняимович Жафяров (род. 11 апреля 1952, Москва) — советский и российский футбольный арбитр, инспектор РФС.

## Биография
Родился 11 апреля 1952 года в Москве. Как футболист выступал на позиции защитника за клубы Второй лиги СССР и более низших из Тамбова, Орла, Москвы, Кирова и др.
Член Московской коллегии футбольных судей с 1976 года. В качестве главного арбитра дебютировал в 1987 году матчем между «Энергией» из Мурома и «Полётом» (Смоленск) — 0:0. На профессиональном уровне отработал более 200 матчей, из которых 191 как главный рефери.
По окончании карьеры арбитра продолжил работу в футболе в качестве инспектора.
Женат, имеет сына и дочь.